# La Vierhouck
La Vierhouck (Nederlands: De Vierhoek) is een gehucht in het Franse Noorderdepartement. Het ligt in de gemeente Nieuw-Berkijn (Neuf-Berquin). Het ligt twee kilometer ten noordwesten van het dorpscentrum van Nieuw-Berkijn, tegen de grens met Meregem en Oud-Berkijn, aan het riviertje de Plate Becque.
De naam betekent De Vierhoek, maar deze Vlaamse schrijfwijze is niet officieel, dat wil zeggen hij staat niet op de lijst van de Taalunie.